# 100 величайших авторов песен всех времён по версии журнала Rolling Stone
«100 величайших авторов песен всех времен» (англ. Rolling Stone's 100 Greatest Songwriters of All Time) - это дополнение к журналу, опубликованное американским изданием Роллинг Стоун в августе 2015 года. Список составлен музыкальными критиками журнала. В него вошли преимущественно американские и английские авторы песен рок-эры.

## Первые 10 авторов
| Место | Image | Имя                        | Годы жизни                                                         | Первый написанный сингл                                        |
| ----- | ----- | -------------------------- | ------------------------------------------------------------------ | -------------------------------------------------------------- |
| 1     |       | Боб Дилан                  | 24 мая 1941 — настоящее время                                      | «Mixed-Up Confusion» (1962), выпущен им самим                  |
| 2     |       | Пол Маккартни              | 18 июня 1942 — настоящее время                                     | «Love Me Do»/«P.S. I Love You» (1962), выпущен группой Beatles |
| 3     |       | Джон Леннон                | 9 октября 1940 — 8 декабря 1980                                    | «Love Me Do»/«P.S. I Love You» (1962), выпущен группой Beatles |
| 4     |       | Чак Берри                  | 18 октября 1926 — 18 марта 2017                                    | «Maybellene» (1955), выпущен самим                             |
| 5     |       | Смоки Робинсон             | 19 февраля 1940 — настоящее время                                  | «Got a Job» (1962), выпущен группой Miracles                   |
| 6     |       | Мик Джаггер / Кит Ричардс  | 26 июля 1943 — настоящее время / 18 декабря 1943 — настоящее время | «Tell Me» (1964), выпущен группой Rolling Stones               |
| 7     |       | Карол Кинг / Джерри Гоффин | 9 февраля 1942 — настоящее время / 11 февраля 1939 — 19 июня 2014  | «Will You Love Me Tomorrow» (1960), выпущен группой Shirelles  |
| 8     |       | Пол Саймон                 | 13 октября 1941 — настоящее время                                  | «Hey Schoolgirl» (1957), выпущен дуэтом Tom and Jerry          |
| 9     |       | Джони Митчелл              | 7 ноября 1943 — настоящее время                                    | «Night in the City» (1968), выпущен ей самой                   |
| 10    |       | Стиви Уандер               | 13 мая 1950 — настоящее время                                      | «Kiss Me Baby» (1968), выпущен им самим                        |

## Полный список
| 100 Величайших авторов песен по версии Rolling Stone (первые 30 мест): 1. Боб Дилан 2. Пол Маккартни 3. Джон Леннон 4. Чак Берри 5. Смоки Робинсон 6. Мик Джаггер и Кит Ричардс 7. Кэрол Кинг и Джерри Гоффин 8. Пол Саймон 9. Джони Митчелл 10. Стиви Уандер 11. Боб Марли 12. Брайан Уилсон 13. Хэнк Уильямс 14. Брюс Спрингстин 15. Холланд — Дозье — Холланд 16. Леонард Коэн 17. Нил Янг 18. Принс 19. Элли Гринвич и Джеф Барри 20. Джерри Либер и Майк Столлер 21. Лу Рид 22. Ван Моррисон 23. Роберт Джонсон 24. Элвис Костелло 25. Рэнди Ньюман 26. Джеймс Браун 27. Рей Дэвис 28. Вуди Гатри 29. Бадди Холли 30. Пит Таунсенд | 100 Лучших авторов песен, пропущенных Rolling Stone (первые 30 мест) (Telegraph) 1. Коул Портер 2. Таунс Ван Зандт 3. Юэн Макколл 4. Кейт Буш 5. Рэй Чарльз 6. Фредди Меркьюри 7. Луи Джордан 8. Деймон Албарн 9. Джон Хайатт 10. Ричард Томпсон 11. Ирвинг Берлин 12. Стивен Сондхайм 13. Джордж Гершвин 14. Джоан Баэз 15. Кэт Стивенс 16. Фил Спектор 17. Лефти Фризелл 18. Пол Анка 19. Шейн Макгован 20. Гордон Лайтфут 21. Гил Скотт-Херон 22. Лид Белли 23. Джон Денвер 24. Джелли Ролл Мортон 25. Отис Реддинг 26. Питер Габриэл 27. Гай Кларк 28. Джарвис Кокер 29. Лоудон Уэйнрайт-третий 30. Фрэнк Заппа |

## Реакция
Отзывы на список были смешанными. Джуди Берман из Flavorwire раскритиковала выбор авторов: «Как и ожидалось, 70% белых и лишь девять женщин (ещё пять других включены как часть команды авторов обоего пола). Классического рока слишком много; других жанров и поджанров популярной музыки слишком мало». Гиита Дайал из The Guardian обвинила «корпоративных спонсоров» в составлении списка. Том Мун из NPR написал: «Этот список представляет собой ещё одно путешествие по агиографическому, герметически замкнутому залу рок-славы с теми же звёздами, о который вы читали в Rolling Stone со времён динозавров». The Daily Telegraph в лице Мартина Чилтона ответила, что в списке 100 лучших авторов по версии Rolling Stone не хватает Коула Портера, Таунса Ван Зандта, Юэна Маккоула, Кейт Буш и Рэя Чарльза.
Жаклин Катлер из New York Daily News согласилась с первым местом Боба Дилана. Бэби Гил из The Philippine Star положительно оценил список, отметив, что «это лучший из списков подобного рода, которые мне доводилось встречать, и мне нравится, что он вызывает интерес к той музыке, которою давно или вообще не слышали».